# Rodan – ptak śmierci
Rodan – ptak śmierci (jap. 空の大怪獣ラドン Sora no daikaijū Radon) – japoński film typu kaijū z 1956 roku w reżyserii Ishirō Hondy.
Został wyprodukowany przez Tōhō i stworzony przez tę samą ekipę filmową co Godzilla z 1954 roku, na bazie jego sukcesu finansowego. Akcja filmu skupia się na zbudzonym przez testy nuklearne gigantycznym pteranodonie Rodanie żyjącym w wulkanie Aso i atakującym pobliskie okolice.
Pierwszy kolorowy film typu kaijū, jak i z udziałem latającego potwora. Debiut Rodana, jednego z najpopularniejszych japońskich filmowych potworów, i Meganulonów.

## Fabuła
W kopalni znajdującej się niedaleko wulkanu Aso dochodzi do bójki pomiędzy dwoma górnikami – Gorō i Yoshizō. Jakiś czas potem obaj znikają. Shigeru Kawamura, odpowiadający za bezpieczeństwo w kopalni zostaje oddelegowany, by wyjaśnić sprawę. Pod ziemią wraz z górnikami w zalanej kopalni znajduje martwego Yoshizo. Jako przyczynę śmierci podaje się atak ostrym narzędziem. Podejrzenia pada na Gorō, który był cholerykiem. Shigeru nie wierzy w to i zapewnia swoją narzeczoną, Kiyo, która jest siostrą Gorō. W kopalni dwoje górników i policjant stoją w zalanej kopalni na straży celem złapania Gorō. Wkrótce i oni zostają zaatakowani i zabici w ten sam sposób – od ostrego narzędzia.
Nocą, żona jednego z zabitych górników nachodzi Kiyo w jej domu wykrzykując, że jej brat jest mordercą. Wkrótce przybywa Shigeru i stwierdza, że Gorō jest niewinny, ponieważ zabici górnicy, w przeciwieństwie do Yoshizō, byli jego przyjaciółmi. Niespodziewanie dom Kiyo nawiedza stwór przypominający owada. Policja metropolitalna podejmuje walkę z potworem, jednak kilku z jej funkcjonariuszy zostaje zranionych. Insekt ucieka do środka kopalni. Zranieni policjanci mają te same rany co zabici ludzie w kopalni. Shigeru wraz z grupą oddziałem metropolitalnej policji zniżają się do najniższych partii kopalni, by odnaleźć Gorō i insekta. Wkrótce znalezione zostają zwłoki Gorō. Po tym zauważają szczelinę, z której wypływa woda i wyłażą gigantyczne owady. Część kopalni zaczyna się zawalać, a Shigeru zostaje uwięziony.
Następnego dnia policja próbuje ustalić ostatnie wydarzenia. Profesor Kashiwagi identyfikuje gigantyczne insekty jako Meganulony z gatunku turkuciów, które dzięki odpowiednim warunkom żyją tu już kilka lat. Wkrótce rozlega się trzęsienie ziemi wokół wulkanu Aso. Gdy wysyła się ludzi celem sprawdzenia zniszczeń, ku ich szokowi pojawia się wycieńczony Shigeru. Lekarze wykrywają u niego silną amnezję i nie dają dużych szans na jej wyleczenie.
Tymczasem pilot Kitahara z bazy lotniczej Kiusiu dostrzega UFO o nieprawdopodobnej prędkości. Zostaje poinformowany, by go śledzić go z dystansu. Nagle obiekt zmienia kierunek lotu i leci wprost na odrzutowiec z pilotem niszcząc go. Niedługo latający obiekt jest zauważony w Chinach i Filipinach i padają plotki, że jest to tajna broń wojskowa. Tymczasem w Japonii, para nowożeńców robi sobie sesję zdjęciową wokół i coś ich porywa. Gdy władze odnajdują ich aparat, na jednym zdjęciu jest uwiecznione coś podobne do skrzydła. Profesor Kashiwagi porównuje zdjęcie z rysunkiem pteranodona, wymarłego pterozaura z okresu kredy. Chociaż dowody wskazują, że rzekomym UFO jest pteranodon, teoria ta jest odrzucana jako zbyt daleko idąca.
Tymczasem powoli kurujący się w szpitalu Shigeru odwiedza Kiyo i pokazuje mu jajka, które wysiadały jej domowe ptaszki. Gdy jednego z jaja wykluwa się pisklę, przerażające wspomnienia wracają do Shigeru – po starciu z Meganulonami Shigeru zbudził się w jaskini. Odkrył, że jest otoczony przez tysiące Meganulonów. Mężczyzna dostrzegł, że przed nim znajduje się gigantyczne jajo, z którego wykluło się pisklę ptakopodobnego stwora. W przerażeniu patrzył jak pisklę zajada się bezbronnymi Meganulonami. Po zjedzeniu wszystkich insektów potwór rozpostarł skrzydła.
Shigeru po całkowitym odzyskaniu pamięci potwierdza, że widziany przez niego stwór wyglądał jak pteranodon i zjadł wszystkie Megalunony. Wraz z policją i naukowcami udaje się do miejsca wyklucia potwora. Znajdują tylko kawałek skorupki jaja. W laboratorium profesor Kashiwagi ocenia wiek jaja na 200 milionów lat i zwołuje konferencję prasową. Stwierdza, że UFO widziane w tym rejonie Azji to gigantyczny pteranodon nazwany Rodanem (oryg. Radon) mogący poruszać z niebywałą prędkością, powodując destruktywne fale szokowe. Jednak naukowiec wciąż nie ma pojęcia, jak Rodan mógł poruszać w tak szybkim czasie po rozległym i czemu doniesienia o jego pojawieniu w różnych miejscach odbyły się w tym samym czasie. Sugeruje, że testy nuklearne mogły być przyczyną, że bestia znalazła się w obecnych czasach.
Niedługo Japońskie Siły Samoobrony ścigają Rodana, który dociera do Fukuoki i doprowadza do ogromnych zniszczeń w mieście. Wkrótce Japońskie Siły Samoobrony otrzymują raport o drugim Rodanie, który dołącza do swego partnera. Zostaje opracowany plan, by stymulować wybuch wulkanu Aso, by uwięzić Rodany pod lawą. Jednak okoliczna wieś zostanie zrównana z ziemią, więc jej mieszkańcy są ewakuowani. Moment przed rozpoczęciem akcji obecny Shigeru dostrzega Kiyo i biegnie do niej. Narzeczona wyjaśnia mu, że chce mu towarzyszyć przy planie zagłady Rodanów. Gdy oboje są w bezpiecznej strefie, wojsko wciela plan w życie. Sztuczny wybuch wulkan powoduje, że jeden z Rodanów ląduje w lawie. Drugiemu Rodanowi udaje się uniknąć pułapki, ale widząc pierwszego osobnika w agonii decyduje się wlecieć w lawę. Wojsko, profesor Kashiwagi, Shigeru i Kiyo spoglądają ze smutkiem jak kochające się oba potwory umierają koło siebie.

## Obsada
- Kenji Sahara – Shigeru Kawamura
- Yumi Shirakawa – Kiyo

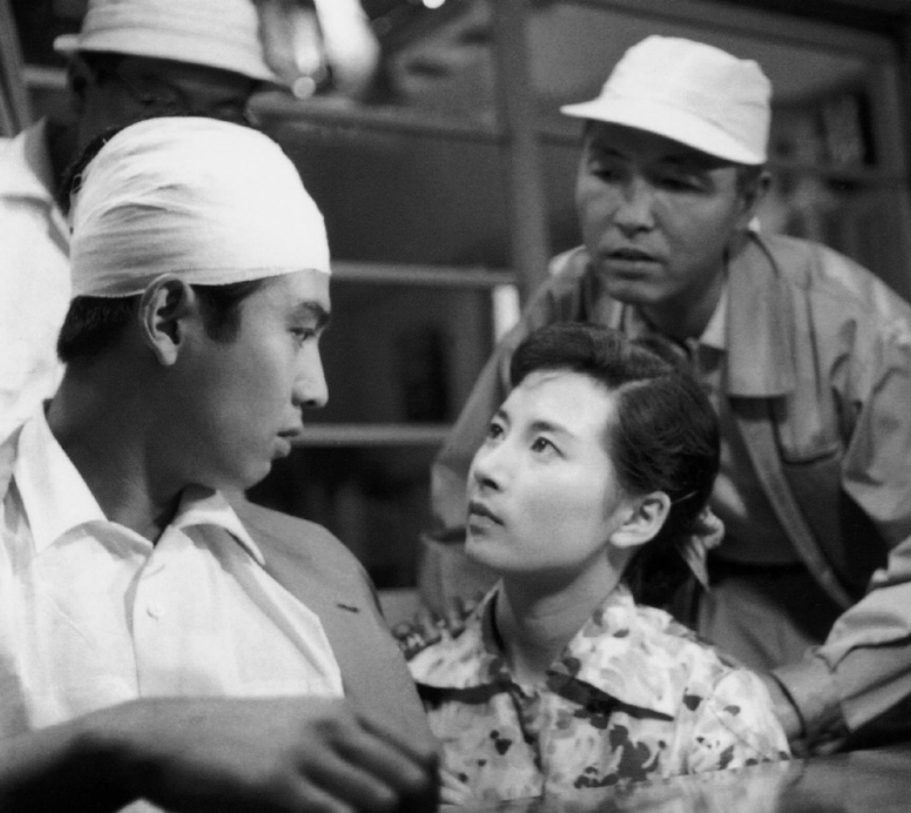
Odtwórcy głównych roli: Kenji Sahara i Yumi Shirakawa na planie

- Akihiko Hirata – prof. Kyūichiro Kashiwagi
- Akio Kobori – szef policji Nishimura
- Minosuke Yamada – dyrektor kopalni Ōsaki
- Yoshifumi Tajima – reporter Izeki
- Fuyuki Murakami – prof. Minami
- Hideo Mihara – dowódca Japońskich Powietrznych Sił Samoobrony
- Ren Imaizumi – Sunagawa
- Rinsaku Ogata – Gorō
- Jirō Suzukawa – Yoshizō
- Seiji Ōnaka – pan młody
- Yasuko Nakata – pani młoda
- Yutaka Oka – pilot Kitahara
- Haruo Nakajima –
  - Rodan,
  - Meganulon,
  - członek Japońskich Sił Samoobrony
- Katsumi Tezuka –
  - Meganulon,
  - menadżer hotelu
- Shōichi Hirose –
  - Meganuron,
  - pilot
- Tokio Okawa –
  - Meganulon,
  - górnik

## Produkcja

### Scenariusz

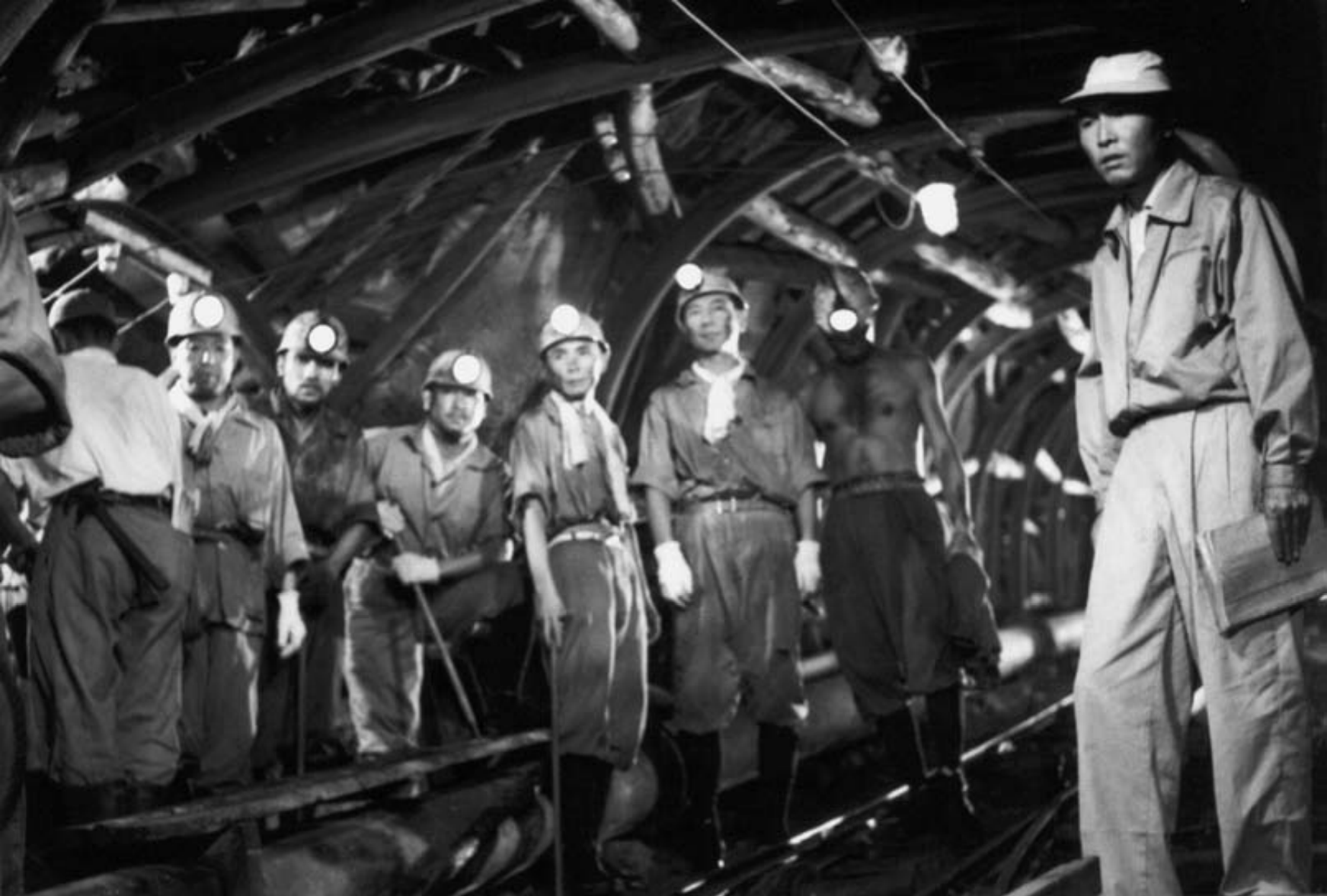
Ishirō Honda podczas kręcenia scen w kopalni

Po negatywnym odbiorze Godzilla kontratakuje (1955) zarzucono plany następnego sequela pt. Gojira no hanayome? (jap. ゴジラの花嫁？; pol. Narzeczona Godzilli?). W nim przedstawiciele gatunków Godzilli i Angilasa mieli żyć w podmorskim rowie, w środku Ziemi. Innymi potworami ze środka ziemi miały być gigantyczne archeopteryks i kameleon.
Jednocześnie Godzilla kontratakuje okazał się sukcesem finansowym i Tomoyuki Tanaka zdecydował się na stworzenie nowego monster movie, tym razem z udziałem latającego potwora, gdzie przydzielono reżyserię Ishirō Hondzie i kierownictwo efektów specjalnych Eijiemu Tsuburayi oraz zlecono napisanie scenariusza Kenowi Kuronumie, który był znany jako tłumacz amerykańskich powieści i japońskiej edycji Amazing Stories. Według Tanaki powodem powstania filmu było to, że naddźwiękowe odrzutowce były wówczas gorącym tematem, a koncepcja brzmiała: „A co, jeśli Godzilla leciałby z prędkością naddźwiękową?”. Kuronuma znalazł inspirację w sytuacji w Kentucky w 1948 roku, gdy kapitan Thomas F. Mantell, pilot służący w Kentucky Air National Guard, zginął w wypadku, gdy rzekomo dostrzegł UFO. W szkicu Kuronumy potwór był płazem ze skrzelami żyjącym w morzu, a pokonać miała bomba zamrażająca.
Następnie Takeshi Kimura i Takeo Murata rozwinęli scenariusz dodając wątek dwójki kochanków z małej wsi i osobnego potwora opartego na mrówkach z amerykańskiego filmu fanatastycznonaukowego One! (1954). Zaś to co było być brane za UFO miało okazać się prehistorycznym ptakiem. Akcję umieszczono w środowisku kopalnianym, jako że było to główna siła wzrostu ekonomicznego w powojennej Japonii, zaś bójka pomiędzy Gorō a Yoshizō odzwierciedlała strajki górnicze w latach 1952-1953. Wedle słów Tanaki w poprawkach scenariusza miał uczestniczyć reżyser Akira Kurosawa. Potwór otrzymał nazwę „Radon” od skrócenia formy pteranodon. W późniejszym czasie alternatywne imię Radona na potrzeby zagranicznego brzmiało „Rodan”. Murata wpadł na pomysł, by pojawiły się dwa Rodany będące parą małżeńską, co spotkało się z uznaniem Hondy i Tsuburayi, reżysera efektów specjalnych traktujących Rodany w ten sam sposób.

### Preprodukcja
Film oryginalnie film został zaplanowany jako czarno-biały, lecz podczas preprodukcji Tōhō uznało, by film nakręcić film w kolorze, który był nowością w kinie tokusatsu. Był to również pierwszy film w kolorze kręcony przez Hondę. Eiji Tsuburaya zdecydował, by większość akcji związanych z użyciem efektów specjalnych działa się za dnia, co wzbudziło zaniepokojenie u niektórych, ponieważ tak jak w przypadku Godzilli sceny nocne oraz czarno-biała taśma pozwalała na ukrycie niedoróbek efektów.
Archeopteryks z Gojira no hanayome? prawdopodobnie posłużył jako inspiracja do stworzenia Rodana, gdyż na pierwszych szkicach potwór przypominał archeopteryksa. Jednak Ishirō Honda odrzucił tę koncepcję i ostatecznie Rodan stał pterozaurem na podst. glinianych modeli autorstwa Teizō Toshimitsu. Według pierwszego modelu jego ogon miał być dłuższy i podobny jak u gadów i ssaków. Ostatecznie Toshimitsu nadał ogonowi Rodana z serii Shōwa kształt ptasiego ogona. Drugi z kolei model bardziej upodobniał Rodana do ptaka i był później wykorzystywany w materiałach promocyjnych. Aczkolwiek storyboardy do jednej z ostatnich scen nadały Rodanowi czworonożny wygląd z błoniastymi palcami i skrzydłami wyrastającymi z ramion.
Pierwotnie Meganulony miały być oparte na termitach, a następnie turkuciach, zanim Tōhō nie zdecydowało się na larwy ważek.

### Casting
Do roli Shigeru zatrudniono początkującego aktora Kenjiego Saharę, dla którego była to pierwsza duża rola:

„Reżyser Honda zawsze mi powtarzał: Nie przesadzaj z aktorstwem, staraj się grać naturalnie... Tylko myśl o zwyczajnym dniu. Jeśli coś zdarzyłoby się naprawdę, jakbyś na to zareagował? Oto jak masz robić”.
Podczas kręcenia pierwszej połowy [Rodana], grałem swoją część, tak jak reżyser Honda mi mówił. Był bardzo uprzejmy i konkretny oraz zawsze mi mówił, kiedy gram dobrze. Gdy było na odwrót: „Cięcie! Sahara-kun, za bardzo się starasz.” lub „Cięcie! Jeszcze raz”. Bardzo konkretnie sygnalizował, co jest źle, ale więcej spędzał czasu na prawieniu komplementów niż na krytykowaniu. W trakcie kręcenia coraz bardziej relaksowałem i w połowie filmu wczułem w rolę i zacząłem samemu tworzyć postać.
Jest taka koncepcja w szkole, by zbytnio i nie krytykować słabego ucznia i jednocześnie chwalić go za dobre wykonanie. Reżyser Honda był właśnie w tym typie. Ale nie składał się na to jego urok. Coś w jego ręce reżyserskiej zawsze pozytywnie zaskakiwało aktorów. On sam mógłby być bardzo dobrym aktorem.

Sahara chcąc wypaść wiarygodnie w roli pozbawionego pamięci Shigeru, studiował przypadki dot. amnezji i pomiędzy ujęciami praktykował brak kontroli się na zmyśle wzroku.

Gdybym skupiłbym się na mych oczach, wyglądałbym na zdrowego na umyśle i poważnego. Więc przestał zwracać na cokolwiek. Honda to przyuważył i powiedział „Tak, to jest dobre”.

Rolę Kiyo zagrała 19-letnia wówczas Yumi Shirakawa, lokalna zwyciężczyni konkursu piękności, która tak jak Sahara była niedoświadczona aktorsko. Według słów Sahary Shirakawa była zawstydzona grać histeryzującą trzpiotkę i czuła zażenowanie niektórymi scenami .

### Realizacja
Honda i jego ekipa nakręciła sceny przy wulkanie Aso. Jako że w rzeczywiście nie działała żadna kopalnia pod nim, kopalnię „zagrało” górnicze miasteczko Shikamachi w prefekturze Nagasaki została oparta na kopalni Mitsui Miike.
Efekty specjalne stanowiły 60 procent budżetu, znacznie więcej niż w Godzilli, co pozwoliło ekipie Eijiego Tsuburayi na różnorodność efektów. Z powodu kręcenia dziennych scen w kolorze nie można było użyć żyłek stosowanych w poprzednich produkcjach, ponieważ były zbyt widoczne na ekranie, więc zdecydowano o użyciu cieńszych i jaśniejszych żyłek. Innym utrudnieniem w kręceniu na kolorowej taśmie była niska czułość filmu kolorowego w owym czasie, przez co obiekty zielone wydawały się niebieskie. Ponadto, według Masakatsu Asai, zastępcy reżysera, nie było wystarczającej ilości prądu do oświetlenia i sceny dzienne i nocne kręcono na odwrót i zdjęcia zaczynano od 18:00, kiedy zakończono zdjęcia do innych produkcji. Ponadto, pod wpływem silnego oświetlenia, ciepło powodowało topnienie niektórych miniatur i zapalanie się prochu do pirotechniki.

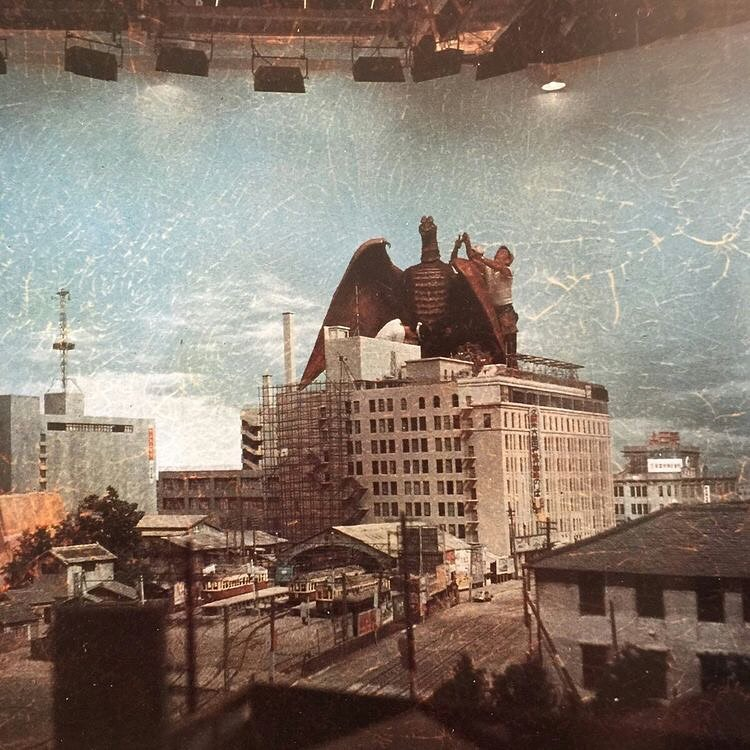
Haruo Nakajima w kostiumie Rodana na planie filmu

Kostium Rodana został dostosowany do wymiarów grającego go Haruo Nakajimy. Kostium był niezwykle ciężki i ważył około 68 kilogramów, zaś jego skrzydła wykonano z indyjskiego płótna i pokryto ciekłym lateksem. By zmniejszyć ciężar dla ramion, skrzydła zostały wzmocnione o pręty wygięte za pomocą ciepła z węgla drzewnego i obsługiwane za pomocą strun fortepianowych. Stawy kolanowe zostały skonstruowane tak, aby dokładnie odzwierciedlały stawy prawdziwych ptaków, poruszających się przeciwnie do stawów ssaków. Haruo Nakajima w wywiadzie dla magazynu wojskowego „Pacific Stars and Stripes” powiedział, że przygotował się do roli, studiując ptaki, takie jak papugi i pingwiny w zoo Ueno czy swoje ryżowce siwe. Miał trudności z graniem Rodana, ze względu na skrzydła. W dodatku mechanizm odpowiadający za żyłki, do których przyczepiony aktor, popsuł się i Nakajima spadł z wysokości. Na szczęście dla Nakajimy wpadł on do zbiornika wody, co zamortyzowało upadek.
Wykonano również marionetkę górnej połowy ciała Rodana z ruchomą głową i skrzydłami do ujęć z bliska i w zależności od scen była obsługiwana przez więcej niż jedna osoba naraz. Do scen lotu Rodanów, zastosowano modele doczepione do przezroczystych żyłek. Technikę tę Eiji Tsuburaya używał do późniejszych filmów typu kaijū. Jako że modele te nie były uzależnione od makiet, stworzono ich pięć w różnych skalach dla lepszego podkreślenia poczucia realizmu.
Pisklę Rodana przedstawiano z kolei za pomocą ręcznej kukiełki o rozpiętości skrzydeł 1 shaku.

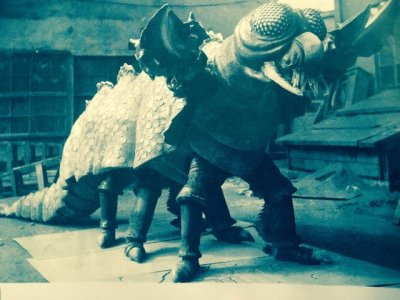
Aktorzy w kostiumie Meganulona

Kostium Meganulona miał długość 15 shaku i był obsługiwany jednocześnie przez trzech aktorów. Zjadane przez pisklę Rodana Meganurony zagrały raki złowione w rzece Senkawa. Wybudowano także makietę mosti Saikai, który właśnie został ukończony rok przed premierą filmu w kinach.
Końcowa scena ginących Rodanów wyszła przypadkiem. Roztopiona stal symulująca lawę spowodowała pęknięcie żyłki odpowiadającej za ruchy jednego z modeli, przez co poruszał się nienaturalnie. Tsuburaya uznał to za zepsute ujęcie, jednak Honda ocalił je poprzez dodanie efektu dźwiękowego opłakującego Rodana. Murata będąc obecny przy kręceniu ów sceny był wzruszony i utwierdził się w przekonaniu, że był to dobry pomysł z parą Rodanów.
Głos Rodana wykonano w ten sam sposób co głos Godzilli. Głosu Rodana potem użyczono Antlarowi z Ultramana oraz Królowi Ghidorze z serii Heisei i Battrze z filmów o Godzilli.

### Muzyka
Parę tygodni po wykonaniu muzyki do baletu Fashan Jarboo Akira Ifukube rozpoczął prace nad partyturą do Rodana – ptak śmierci. W przeciwieństwie do posępnej i powolnej muzyki w Godzilli, kompozytor zdecydował się na bardziej ekstrawertyczną, kolorową i bombastyczną koncepcję, mimo że przy obu filmach zastosował prawie taką samą instrumentację orkiestrową.

## Wersja amerykańska
Zachęcone gigantycznym sukcesem Godzilli w Stanach Zjednoczonych hollywoodzkie wytwórnie filmowe zdecydowały się importować inne japońskie filmy science-fiction. Rodan – ptak śmierci został zakupiony przez filmowców rosyjskiego pochodzenia braci Franka i Maurice'a Kingów, pierwotnie zajmujących się produkcją jednorękich bandytów. Z początku jego dystrybucją zajęło się najpierw RKO Radio Pictures, a potem Distributors Corporation of America. Rodan – ptak śmierci tak jak Godzilla został przerobiony pod amerykańską publiczność.
Dodano narrację głównego bohatera, który wyjaśniał wszystko na ekranie, wioska nazwana została Kitamatsu, zaś przyczynę cholerycznego temperamentu Gorō wyjaśniono dziwnym powietrzem wydobywającym się z kopalni. Większość muzyki Akiry Ifukube zastąpiono muzyką z wcześniej wyprodukowanych amerykańskich filmów. Amerykańską wersję językową wykonano w Metro-Goldwyn-Mayer Studio w Culver City w ciągu trzech dni. Jednym z aktorów dubbingowych był 20-letni wówczas George Takei, dla którego była to pierwsza rola w karierze. Głosu Shigeru użyczył Keye Luke. George Takei wspominał w swej autobiografii, że każdy z czterech aktorów podkładał pod 8-9 postaci.
Amerykańska dystrybucja zmodyfikowała japońskie imię potwora – Radon na Rodana, by uniknąć porównań z pierwiastkiem chemicznym radonem. Zmieniono także imiona niektórym postaciom: Yoshizō nazywa się Yoshi, Sunagawa – Tsunikawa, a dyrektor Ōsaki – Sudo. Zaś wulkan Aso został zmieniony na górę Tōya.
Miasto atakowane przez Rodana zmieniono na Sasebo, ponieważ słowo Fukuoka była trudne do wymówienia dla aktorów dubbingowych oraz to, że Sasebo było bardziej znajome Amerykanom z powodu mieszczących się tam baz wojskowych. Do tej sekwencji King Brothers Productions planowało dodać nagrania z US Navy i Japońskich Morskich Sił Samoobrony z połączonych amerykańsko-japońskich ćwiczeń z użyciem broni morskiej, ale spotkało się to z odmową Pentagonu, który nie chciał dopuścić, by Sowieci zobaczyli manewry treningowe.
Podczas ustalenia czym jest niezidentyfikowany Rodan dodano wątek amerykański, kiedy amerykańscy radarowcy dołączają się do poszukiwań i okinawski reporter mówi o zabitym kapitanie Johnie Hughesie z USAF. Do tych wstawek umieszczono materiały archiwalne z amerykańskich filmów propagandowych. Także na początku dodano prolog z narracją o zagrożeniach związanych z testami nuklearnymi, co było popularnym motywem w filmach science-fiction z tamtych lat. Narratorem był Art Gilmore, a do nagrania wykonano dokumentację filmową z pierwszych testów bomby wodorowej.

### Obsada głosowa amerykańskiej wersji językowej
- Keye Luke –
  - Shigeru Kawamura,
  - policjant,
  - różne role
- George Takei –
  - prof. Kashiwagi,
  - pan młody,
  - różne role
- Paul Frees –
  - szef policji Nishimura,
  - dyrektor kopalni Sudo,
  - dr Tanaka,
  - oficer Air Force,
  - pilot Kitahara,
  - spiker newsowy,
  - różne role
- James Yagi –
  - reporter Izeki,
  - profesor Minami,
  - menadżer hotelu,
  - farmer
- Art Gilmore – Narrator

## Odbiór

### Premiera
Japońska premiera Rodana – ptaka śmierci odbyła się 26 grudnia 1956 roku w podwójnym pokazie Nemuri Kyōshirō Burai Hikae. Film wznowiono w japońskich kinach 18 grudnia 1976 roku wraz Godzillą i Mothrą jako część maratonu Tōhō Eiga Kessaku-sen Tsuburaya Eiji yume no sekai oraz 21 listopada 1982 roku w ramach obchodów 50-lecia Tōhō. Premiera amerykańskiej wersji miała miejsce 6 sierpnia 1957 roku i była wyświetlana w podwójnym pokazie z brytyjskim A Hill in Korea. Był to pierwszy japoński film, który otrzymał ogólną dystrybucję na Zachodnim Wybrzeżu. Polska premiera odbyła się w listopadzie 1967 roku w podwójnym pokazie z filmem dokumentalnym W górnym Nilu (1967) Tadeusza Jaworskiego.

### Wynik finansowy i recenzje
Film w Japonii okazał się sukcesem finansowym zarabiając w japońskich kinach 143 milionów jenów, zaś Rodan stał się jednym z najpopularniejszych kaijū w Tōhō. Masahito Ara z „Kinema Junpo” zachwalał użycie palety kolorów, syntezę horroru i okropieństw wojennych i umieszczenie akcji w kopalni, jednocześnie uważał, że Hondzie nie udało się osadzenie tych elementów w silnym kontekście. Okazał się także sukcesem kasowym w Stanach Zjednoczonych zarabiając szacunkowo od 450 tys. do 500 tys. dolarów w weekend otwarcia w 79 kinach w okolicach Nowego Jorku, zaś RKO Radio Pictures chwaliło się, że film lepiej zarabiał niż ich rodzime produkcje science-fiction. Po japońskiej premierze kinowej liczba turystów odwiedzających most Saikai i wulkan Aso wyraźnie wzrosła, a tradycją w japońskich monster-movies stało niszczenie obiektu orientacyjnego, który właśnie został ukończony. Janusz Skwara z „Filmu” stwierdził, że film jak inne „japońskie »horrory«” jest naiwny i przedpotopowy w porównaniu z Co się zdarzyło Baby Jane? i Wstrętem, tak pozytywnie ocenił zakończenie i przejmującą śmierć Rodanów sugerując, że „tajemnica powodzenia japońskich »horrorów« polega właśnie na umiejętności przesycenia najbardziej nieprawdopodobnych (...) scen odrobiną współczucia, autentycznego bólu” i zachwalał osadzenie filmu w japońskiej egzotyce, przez co Rodan i Godzilla wydają bardziej prawdopodobni od „śmiesznego i groteskowego King-Konga”.

### Analizy i interpretacje
Według niektórych krytyków Rodan tak jak Godzilla stanowił antynuklearne przesłanie. O ile Godzilla uosabiał zagrożenie atomowe ze strony Stanów Zjednoczonych, tak Rodan miał uosabiać takowe ze strony ZSRR.
Janusz Skwara w swej recenzji na łamach „Filmu” porównał fabułę i potwora do opowiadania H.G. Wellsa Wyspa Aepyornisa. Interpretował, że Rodan mimo swej nierealności wykazuje prawdopodobieństwo ze względu na pochodzenie z Japonii określanej jako „kraju starodawnych legend, w którym ptaki i zwierzęta odgrywają zazwyczaj kluczową rolę”. Dzięki temu Rodan w oczach Europejczyka jest egzotyczny i niezwykły tak jak całokształt kultury Dalekiego Wschodu.

## Dziedzictwo
Rodan – ptak śmierci zapisał się w historii japońskich monster-movies jako pierwszy film nakręcony na kolorowej taśmie, jak i z udziałem latającego potwora. Rodan stał się jednym z najbardziej ikonicznych i najpopularniejszych japońskich filmowych potworów. Wkrótce został stałym elementem filmów o Godzilli, gdzie wystąpił w każdej wersji Godzilli jako przeciwnik jego bądź sprzymierzeniec.
Odbiera się Rodana – ptaka śmierci jako część łączonego uniwersum związanego z pierwsza serią filmów o Godzilli zwanej Showa, mimo że film pierwotnie był kręcony jako samodzielne dzieło . Po swym debiucie kinowym Rodan wystąpił w filmie Ghidorah – Trójgłowy potwór (1964), w którym wystąpiły Godzilla oraz Mothra z filmu o tym samym tytule (1961), a następnie w kolejnych produkcjach do lat 70. XX wieku. Zwykle przyjmuje się, że Rodan pojawiający się w Ghidorah – Trójgłowy potwór i kolejnych filmach to jeden z Rodanów, który przeżył wydarzenia w końcowej sekwencji Rodana – ptaka śmierci. Jednak zwyczajowo określa Rodany z pierwszego filmu jako Shodai Radon (jap. 初代ラドン, pol. Rodan pierwszej generacji), a Rodana z późniejszych filmów Showy jako Nidaime Radon (jap. 二代目ラドン, pol. Rodan drugiej generacji).
W filmie debiutowały Meganulony, które potem wystąpiły w różnych mediach związanych z Godzillą, a ostatecznie jako główni antagoniści filmu Godzilla kontra Megaguirus (2001).
Sukces Rodana – ptaka śmierci w Stanach Zjednoczonych zachęcił King Brothers Productions do stworzenia własnego monster-movie, którym został Potwór z otchłani (1961).

## Odniesienia w kulturze popularnej
- Rodan to pseudonim artystyczny amerykańskiego rapera Doca Morreau z grup hip-hopowych KMD i Monsta Island Czars[77]. Z kolei fotos z filmu pojawił się jako okładka jego albumu muzycznego Fligth Lessons[78].
- Sceny z filmu zostały wykorzystane potem w amerykańskim filmie Valley of the Dragons z 1961 roku[79].
- Mechaniczny ptak o imieniu Doran z Wielkiej podróży Bolka i Lolka jest inspirowany Rodanem. Doran jest nazywany przez japońskiego reżysera „ptakiem śmierci”, przydomkiem Rodana z polskiego tytułu filmu[80].
- Rodan z filmu pojawia się w skeczu Robot Chicken pt. „Godzilla: The Musical”[81].
- W odcinkach 8., i 12. Ultra Q wykorzystane zostały fragmenty zniszczeń przez Rodana[82].
- W odcinku serialu M Squad pt. „The System” na bannerze kina promowany jest Rodan[83].
- W odcinku serialu Gomer Pyle, U.S.M.C. pt. „Lou-Ann Poovie Sings No More” Gomer i Lou-Ann oglądają w kinie Rodana – ptaka śmierci[84].
- Pokémon Victini w grze komputerowej Pokémon Black i White ma głos Meganulona[85].
- W odcinku sitcomu Złotka pt. „Little Sister” Sophia wspomina film[86].
- W książce To Stephena Kinga, tytułowy potwór przed Mikiem przyjmuje postać Rodana z filmu Rodan – ptak śmierci, który Mike widział z ojcem w kinie[87].
- W recenzji filmu animowanego Król i ja autorstwa Nostalgia Critica podczas wyśmiania faktu, że potężne moce Kralahome’a  pokonują najsłabsze rzeczy, żartuje, że wysłany przez niego Rodan zostałby pokonany przez zjedzenie Mentosa, co jest zilustrowane fragmentami z Rodana – ptaka śmierci[88].
- W filmie Kosmita z przedmieścia Adrian Beltz chcąc przypodobać się japońskim biznesmenom wspomina w quizie nt. japońskich filmów udział Raymonda Burra w filmie Godzilla, King of the Monsters! i omyłkowo Nicka Adamsa w Rodanie – ptaku śmierci.
- W napisach końcowych serialu anime Godzilla: Singular Point gapie spoglądają na zwłoki Meganulona, zaś w otwartym pliku komputera Mei pojawia się napis „Meganuron”[89].